# S. Dharmambal
Saminathan Dharmambal (en tamoul : சா. தருமாம்பாள்) est une militante et féministe indienne, née en 1890 à Karuntattankudi (présidence de Madras) et morte le 20 mai 1959. Elle est connue pour ses apports à la langue tamoule et pour sa participation aux troubles anti-Hindi de 1937-1940 (en). En 1951, elle reçoit le titre d'« Héroïque mère tamoule » (vira Tamil anna).

## Biographie
Dharmambal naît en 1890 à Karuntattankudi (également appelé Karanthai) près de Thanjavur, dans la présidence de Madras. Elle est la fille de Saminathan Chettiyar et de Pappammal. Elle épouse l'acteur Munisamy Naidu et s'installe à Chennai.
Dharmambal est secrétaire de l'Association des femmes tamoules, qui joue un rôle important dans la protection des droits des femmes et la scolarisation des filles. Elle soutient la tentative de Muthulakshmi Reddi (en) d'interdire le système des devadasi. Elle participe activement au Mouvement du Respect de soi. Elle est une des organisatrices de la conférence de 1938 de l'Association des femmes progressistes, qui décerne le titre de Periyar (« Respecté » ou « Aîné ») à E. V. Ramasamy,. Un jour après la conférence, le 14 novembre 1938, Dharmambal et d'autres militantes manifestent dans une école et sont arrêtées.
Dharmambal fonde le Manavar Mandram (« Forum étudiant ») afin d'apporter un enseignement en tamoul aux jeunes de Chennai. Elle dirige le mouvement Elavu varam (« Une semaine de deuil »), qui réclame l'égalité salariale pour les enseignants tamouls. Elle soutient le remariage des veuves ainsi que les mariages inter-castes.
Dharmambal pratique la médecine Siddha. Elle fait don de son domicile de Karuntattankudi à la société savante tamoulophone Karanthai Tamil Sangam (en). Elle aide l'acteur N. S. Krishnan (en) à présenter son appel au conseil privé du Royaume-Uni dans le cadre de l'assassinat de Lakshmikanthan (en). Lors d'un rassemblement en 1951, Dharmambal se voit décerner le titre vira Tamil annai (« Héroïque mère tamoule ») pour ses apports à la langue tamoule, notamment pour sa promotion de la scolarisation en tamoul via le Forum étudiant.
Elle meurt le 20 mai 1959. Un mémorial est érigé en sa mémoire dans le quartier de Moolakothalam, à Chennai. En 1975, le gouvernement du Tamil Nadu (en) présente en son honneur un plan destiné à apporter un soutien financier au remariage des veuves.